# جوزيف جوت
جوزيف جوت (بالفرنسية: Joseph Joute)‏ هو مهندس مدني ويشغل منصب رئيس وزراء هايتي منذ 4 مارس 2020. ولد في 17 أكتوبر 1961 في توموندي.
شغل سابقا منصب وزير البيئة للفترة 19 سبتمبر 2018 – 4 مارس 2020، كما شغل منصب وزير المالية والاقتصاد بالوكالة للفترة 30 سبتمبر 2019 – 4 مارس 2020.